# Titanio omissaula
Titanio omissaula là một loài bướm đêm trong họ Crambidae.